# Dasumia laevigata
Dasumia laevigata là một loài nhện trong họ Dysderidae.
Loài này thuộc chi Dasumia. Dasumia laevigata được Tord Tamerlan Teodor Thorell miêu tả năm 1873.